# سی‌اس‌اس پدی
سی‌اس‌اس پدی (به انگلیسی: CSS Pedee) یک کشتی بود که طول آن ۱۷۰ فوت (۵۱٫۸ متر) بود. این کشتی در سال ۱۸۶۵ ساخته شد.